# Xi Jinping
Xi Jinping (pinyin: Xí Jìnpíng, 15. lipnja 1953.) je kineski komunistički političar koji se trenutno nalazi na mjestu najvišeg vođe Narodne Republike Kine. 
Formalno služi kao glavni tajnik Komunističke partije Kine, predsjednik Centralne vojne komisije, potpredsjednik NR Kine, predsjednik Centralne partijske škole i prvorangiran član Stalnog odbora KPK, odnosno de facto najvišeg organa vlasti u državi. Prije toga je služio kao najviši član Centralnog tajništva Komunističke partije Kine, i potpredsjednik Centralne vojne komisije.
Rodio se kao sin komunističkog veterana Xi Zhongxuna (1913. – 2002.), a početak političke karijere uglavnom je proveo u provinciji Fujian. Kasnije je imenovan za šefa Partije u susjednoj provinciji Zhejiang, da bi potom bio imenovan za šefa partijske organizacije u Šangaju nakon smjene Chen Liangyua. Poznat je po svom tvrdom stavu prema korupciji kao i otvorenom zalaganju za političke i tržisne reforme te uživa status prezumptivnog nasljednika bivšeg generalnog sekretara Hu Jintaoa odnosno najvišeg vođe KPK u tzv. petoj generaciji vodstva.
Bio je oženjen dva puta. 1980.-ih vjenčao se s Ke Linging, kćeri diplomata Ke Hua poznatoga kao veleposlanika NR Kine u Londonu. Brak je nakon nekoliko godina završio razvodom. Potom se 1987. oženio za poznatu pjevačicu Peng Liyuan s kojom ima kćer Xi Mingze (习明泽), koja trenutno pod pseudonimom studira na Harvardu. Xi posjeduje doktorate iz kemijske tehnologije i političkih znanosti.
Xi Jinping je trenutno Generalni sekretar Centralnog komiteta KPK-a, predsjedavajući Centralnoj vojnoj komisiji KPK, predsjednik NR Kine i predsjedavajući Centralnoj vojnoj komisiji NR Kine.